# Rhys ap Ithael
 Rhys ap Ithael roi de Glywysing à partir de 745.

## Contexte
Rhys ap Ithael est l'un des six fils d'Ithael ap Morgan qui se partagent ses domaines à sa mort. Il semble qu'il règne conjointement avec ses frères Meurig et Rhodri sur le Glywysing bien que les chartes établies uniquement à son nom laissent penser qu'il intervient comme corégent « senior » de la fratrie et il est réputé avoir fondé une église à Peterson 
On ignore la date de sa mort car la chronologie du Glamorgan à cette époque est très incertaine. Il est possible que Rhys règne jusqu'à la fin du VIIIe siècle en tout état de cause il a comme successeur son fils Arthfael ap Rhys.